# NK Zaprešić
NK Zaprešić je nogometni klub iz Zaprešića.

## Povijest
Klub je osnovan je 31. listopada 1999. godine. Klub su osnovali Srećko Balja i Kristijan Konjević, oni su na prvoj skupstini kluba izabrani za potpredsjednike kluba. Za prvog predsjednika izabran je Josip Balja.

## Teren
Iako identitetski spada pod Grad Zaprešić, zbog nepostojanja vlastitog igrališta u samom gradu, klub domaće utakmice igra na bivšem terenu NK Slobode u Kupljenovom.

## Momčadi
Osim seniorske ekipe, u sezoni 2016./2017., aktivne su i ekipe limača, pionira, juniora i veterana.

## Galerija
- Igralište NK Zaprešića u Kupljenovom